# Joseph Rubens
Joseph Rubens (* 18. Januar 1900 in Schalke; † 29. Oktober 1969 in Ost-Berlin) war ein deutscher Arzt und Polizeioffizier. Er war Generalmajor und von 1948 bis 1959 Leiter der Hauptabteilung Gesundheitswesen der Deutschen Volkspolizei bzw. der Verwaltung Medizinische Dienste des Ministeriums des Innern der DDR.

## Leben
Rubens, Sohn von Salomon und Julia Rubens, wurde als junger Arzt 1931 Mitglied der Kommunistischen Partei Deutschlands (KPD). Als verantwortlicher KPD-Funktionär kämpfte er aktiv gegen den Faschismus.
Er ging ins sowjetische Exil, lebte zunächst in Moskau und war von März 1938 bis November 1939 als angeblicher „Klassenfeind“ in NKWD-Haft. Am 16. Oktober 1941 wurden er und seine Frau Franziska Rubens (1894–1971), die er im sowjetischen Exil geheiratet hatte, auf Beschluss der Partei von Moskau nach Usbekistan evakuiert. Er wurde als Arzt im Medizinischen Kombinat der damals größten Seidenspinnerei der Sowjetunion in Margelan eingesetzt und seine Frau als Lehrerin der deutschen Sprache in der russischen Schule.

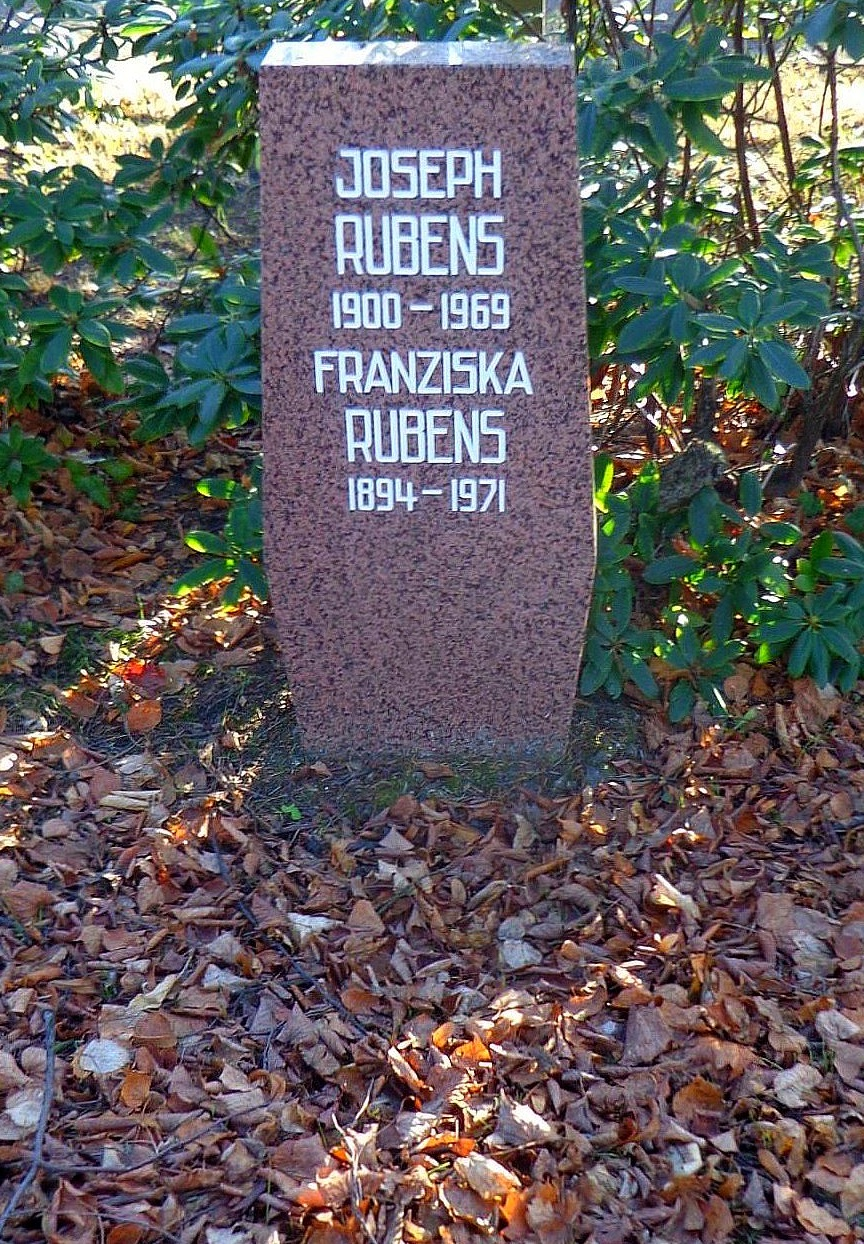
Grabstätte

Die Eheleute kehrten 1948 nach Deutschland in die Sowjetische Besatzungszone zurück. Er wurde Angehöriger der Deutschen Volkspolizei (VP) und Mitglied der Sozialistischen Einheitspartei Deutschlands (SED). Als Chefinspekteur der VP übernahm er die Funktion des Leiters der Hauptabteilung Gesundheitswesen der Deutschen Volkspolizei und nach Gründung der DDR im Oktober 1949 die Leitung der Verwaltung Medizinische Dienste des Ministeriums des Innern der DDR (MdI). Im Juli 1957 wurde er zum Generalmajor umattestiert. Im Jahr 1959 wurde er von Friedrich Oberdoerster in seiner Funktion abgelöst und in den Ruhestand versetzt.
Rubens starb im Alter von 69 Jahren. Seine Urne wurde in der Grabanlage Pergolenweg des Berliner Zentralfriedhofs Friedrichsfelde beigesetzt.

## Auszeichnungen
- 1951 Ehrentitel „Verdienter Arzt des Volkes“
- 1958 Medaille für Kämpfer gegen den Faschismus 1933 bis 1945
- 1960 Vaterländischer Verdienstorden in Silber